# Reumakirurgi
Reumakirurgi är ett område inom ortopedi som inkluderar kirurgisk behandling av patienter med reumatiska sjukdomar.  Syftet med dessa åtgärder är att begränsa sjukdomsaktivitet, lindra smärta och förbättra funktion.
Reumakirurgiska ingrepp kan delas in i två huvudgrupper. En är tidigt synovektomi där den inflammerade synovialmembranet tas bort för att förhindra spridning och stoppa förstörelsen. Den andra huvudgruppen kallas korrigerande åtgärder, det vill säga insatser som genomförs efter förödelsen har inträffat. Bland de korrigerande åtgärder är ledproteser, borttagning av lösa ben- eller broskfragment, och en mängd olika åtgärder som syftar till att ompositionera och/eller stabilisera leder.

## Historisk utveckling
Reumakirurgin uppstod i samarbetet mellan reumatologer och ortopediska kirurger i Heinola i Finland under 1950-talet. Påverkan kom också från bland annat USA och Japan. Håkan Brattström var en av pionjärerna i Sverige.
År 1970 uppskattade en norsk undersökning att minst 50% av patienterna med reumatiska sjukdomar krävde reumakirurgi som en integrerad del av behandlingen. Runt millennieskiftet flyttade fokus för behandling av patienter med reumatisk sjukdom, så att läkemedelsbehandling var viktigare, medan operationer genomfördes mindre ofta. Att upprätthålla rekrytering till fältet har också varit en utmaning.

## Organisation
Svensk reumakirurgisk förening bildades 1985.